# Ferdinand Gerdinitsch
Ferdinand Gerdinitsch (* 30. September 1869 in Hornstein; † 25. Juli 1926 in St. Pölten) war Österreichischer Politiker (SDAPDÖ) und Abgeordneter zum niederösterreichischen Landtag.

## Leben
Ferdinand Gerdinitsch wurde am 30. September 1869 im damals ungarischen und heute burgenländischen Hornstein geboren. In Wiener Neustadt erlernte er das Tischlerhandwerk. Während seiner Walz durch Deutschland und Österreich-Ungarn kam er nach St. Pölten, wo er sich 1889 als Tischlergeselle niederließ. In seiner knapp bemessenen Freizeit widmete er sich dem Aufbau einer Arbeiterbewegung in St. Pölten. Eine seiner ersten Aufgaben war der Vertrieb der Volkstribüne, ein von Franz Schuhmeier herausgegebenes Parteiorgan. 1901 begann er bei der niederösterreichischen Gebietskrankenkasse als Beamter zu arbeiten.
In den folgenden Jahren avancierte er zum Obmann der sozialdemokratischen Lokalorganisation. In dieser Funktion organisierte er nicht nur Wahlkämpfe für Reichsrat und Gemeinderat, sondern trat auf vielen Versammlungen als Redner auf. Im Zuge solcher Veranstaltungen kam es immer wieder zu Handgreiflichkeiten. So sollen in Murstetten Bauern mit Knüppeln auf ihn losgegangen sein, in Karlstetten wurde er eine Stiege hinuntergeworfen.
Nach dem Ersten Weltkrieg wurde Gerdinitsch zuerst Gemeinderat und bald Stadtrat in St. Pölten. 1919 wurde er zum Abgeordneten zum Gemeinsamen Landtag von Niederösterreich gewählt, dies war der Landtag vor der Abtrennung Wiens. Nachdem Wien zum Bundesland erklärt wurde verblieb er im Landtag von Niederösterreich-Land. In der ersten Gesetzgebungsperiode des Landtags von Niederösterreich war er bis zu seinem Tod vertreten.
Gerdinitsch starb am 25. Juli 1926 in St. Pölten.

## Ehrungen
- Gerdinitschstrasse in St. Pölten (1927)[2]